# 越秀地產
越秀地產股份有限公司，簡稱越秀地產（港交所：0123、SGX：G10），是越秀集团旗下的大型房地产开发商，主要在中国一二线城市从事住宅及商业地产开发业务。 

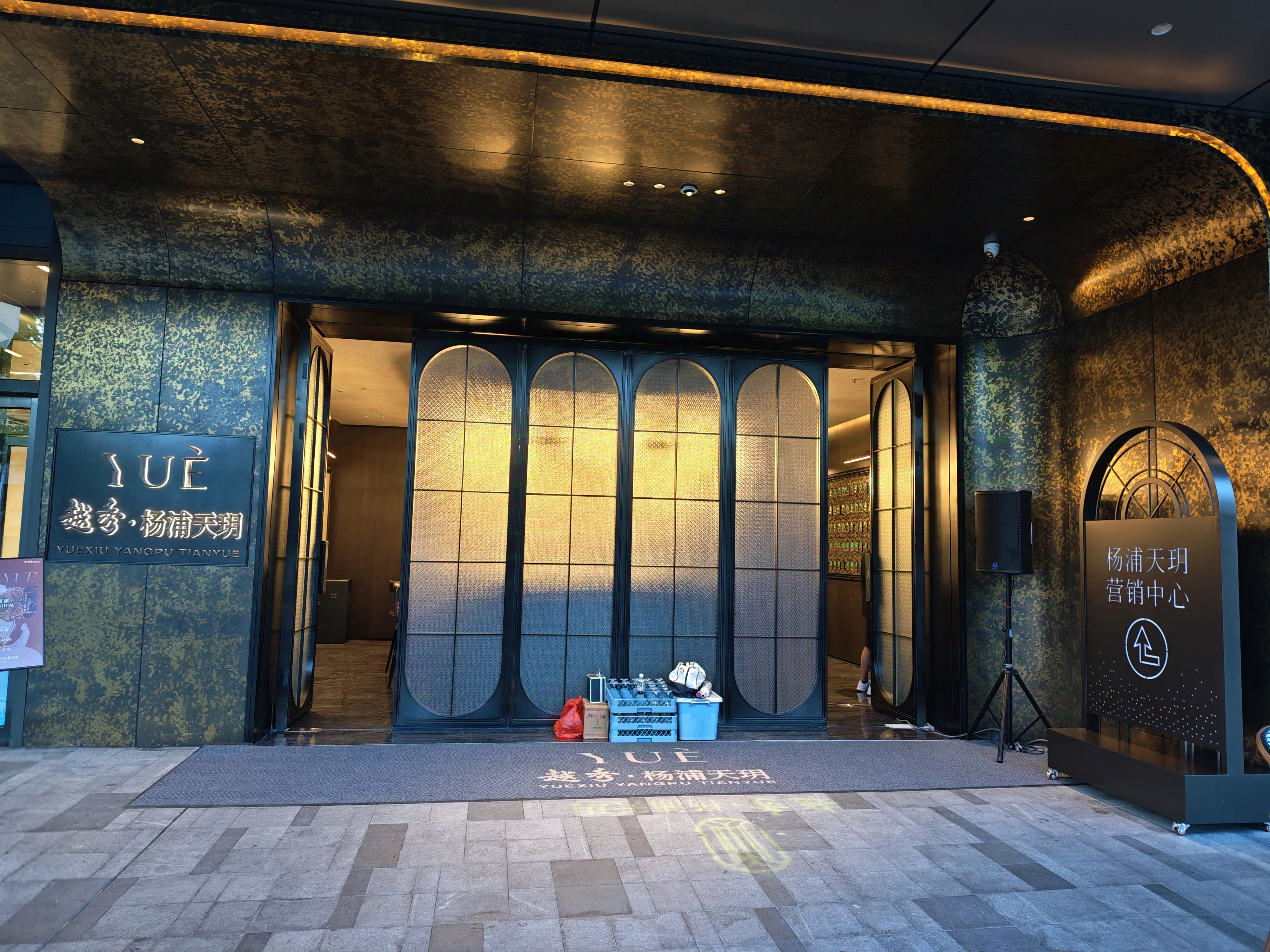
上海越秀·杨浦天玥营销中心

## 历史
2009年11月，越秀投資進行重組，向股東分派及出售其佔有越秀交通的股權，及更名為「越秀地產」，轉型為房地產公司。
2011年12月11日，以4.94億人民幣出售的廣州天匯城95%股份給港商葉英強旗下私人公司榮豐創富
該地塊位於中國廣州市天河區林和中路63號的地塊，地盤面績約33,322平方米。
2018年6月越秀地產向城規會申請重建油塘東源街項目、即越秀冷藏倉庫現址作住宅發展，申建5幢23至29層高住宅，上址地皮面積約133,797方呎，以地積比4.98倍發展，住宅樓面630,297方呎，共約1056伙
2019年2月27日，以每股2元向廣州地鐵配售30.81億股，涉及總代價61.62億元，配售股份佔該公司經擴大後股本約19.9%。同時，該公司持有95%的附屬廣州城建，向控股股東廣州越秀及廣州地鐵，合共以141.08億元人民幣，收購廣州市品秀房地產86%權益及貸款，後者持有一幅總建築面積約133.14萬平方米商住項目「品秀星圖」。該項目毗鄰廣州地鐵官湖站。
2019年9月12日，越秀地產透過持股95.48%附屬廣州城建以89.11億人民幣向控股股東廣州越秀收購兩個位於廣州的新地鐵房地產項目，蘿崗項目及陳頭崗項目各51%股權連貸款。